# Seismotectónica
La seismotectónica o sismotectónica es el estudio de la relación entre los terremotos, la tectónica activa y las fallas individuales de una región. Se trata de comprender que las fallas son responsables de la actividad sísmica en un área mediante el análisis de una combinación de tectónica regional, eventos registrados instrumentalmente recientes, cuentas de los terremotos históricos y pruebas geomorfológicas. Esta información puede ser utilizada para cuantificar la peligrosidad sísmica de una zona.